# Viracucha silvicola
Viracucha silvicola là một loài nhện trong họ Ctenidae.
Loài này thuộc chi Viracucha. Viracucha silvicola được Ilka Maria Fernandes Soares & Ilka Maria Fernandes Soares miêu tả năm 1946.